# Director de percepción
El director de percepción es la persona responsable de crear, planear, construir, modificar y/o diseñar un plan estratégico de estimulación pública para un personaje o institución, basado en conocimiento científico que es nutrido por distintas áreas del conocimiento humano. Los directores de percepción deben ser especialistas en la rama de la imagología.
Un plan estratégico de estimulación (plan maestro de imagen pública) cuenta con una metodología bien definida (Ingeniería en imagen pública) que determinará las acciones que estimularán a una audiencia con el objetivo de generar coherencia entre lo que el emisor verdaderamente es de esencia (psicología de la imagen pública, autopercepción, etc.) y lo que se percibe públicamente.
El plan estratégico de estimulación se alimenta de una investigación de percepción que da indicadores como la identificación de una audiencia, una necesidad y un panorama de la situación actual a nivel percepción. La investigación de percepción generalmente es realizada por empresas que son especialistas en investigación de mercados.
Es muy común que este cargo pueda ser confundido con el cargo de director de relaciones públicas:
La imagología se define como el saber científico necesario para crear, desarrollar y mantener una imagen pública al ser la percepción compartida con el objetivo de provocar una respuesta colectiva unificada. Esto quiere decir que muchos percibirán lo mismo y, con base en lo que percibieron, decidirán actuar en la misma dirección.
Relaciones públicas es considerada una rama de la comunicación que se encarga de crear, modificar y/o mantener la imagen positiva ya sea de una empresa, organización, entre público o privado, o persona; y fortalecer los vínculos con todos sus públicos (Internos, externos o indirectos), utilizando diferentes estrategias, técnicas e instrumentos, su misión es generar un vínculo entre la organización, la comunicación y los públicos relacionados (stakeholder).
- Datos: Q5808114